# ドイツ語版ウィキペディア
ドイツ語版ウィキペディア (ドイツごばんウィキペディア、Deutschsprachige Wikipedia) は無料の公的に編集できるオンライン百科事典ウィキペディアのドイツ語版である。2001年5月にスタートした。

## サイズと記事の適用範囲

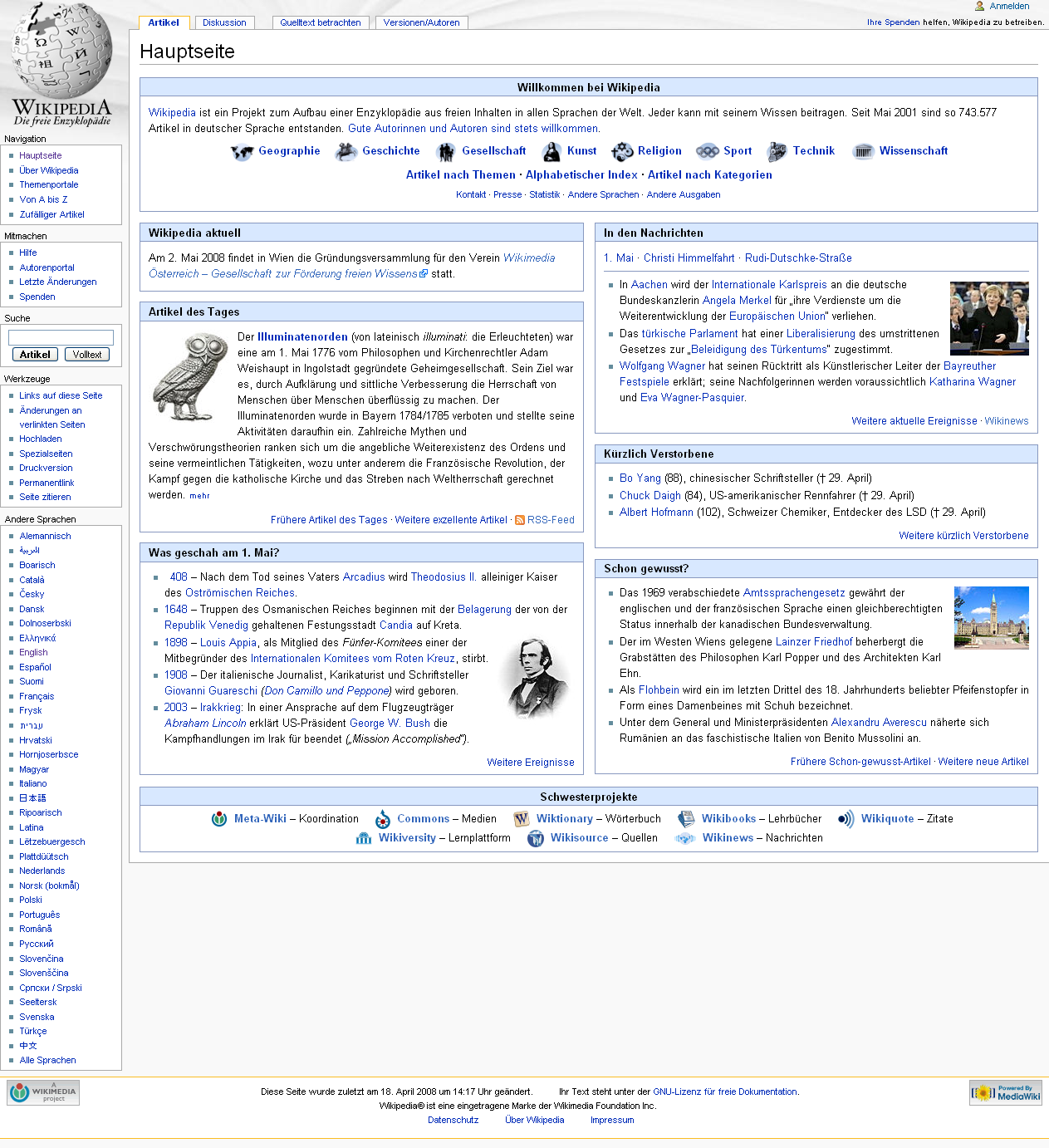
ドイツ語版ウィキペディアのメインページ（2008年5月現在）

2012年10月の時点で、約147万件の記事を有し、英語版ウィキペディアに次ぐ2番目の規模を誇る。2009年11月の統計では、97%の記事が200文字以上で、93%の記事が500バイト以上で、46%が2キロバイト以上で、記事の平均的なサイズは3,505バイトである。これは規模の大きいウィキペディアの言語版の中では英語版に次ぐ。
英語版ウィキペディアと比べて、ドイツ語版は記事が淘汰される傾向にあり、架空の人物や類似した記事の小さなスタブはしばしば拒否される。2005年の12月28日にドイツ語版ウィキペディアからスタブカテゴリ（とスタブを示すテンプレート）を排除する決議がなされた。

## 人気
2005年1月にGoogle Zeitgeistは、"ウィキペディア"はGoogleドイツで8番目に多く検索されたと発表した。ランキングは1位からアンジェリーナ・ジョリー、Saturn、Rudolph Moshammer、Schnappi、firefox、ジョージ・ブッシュ、津波であった。2005年2月にはウィキペディアはFirefoxとバレンタインデーに次ぐ3位になった。2005年6月には1位にもなっている。

## ホロコースト否認の記載禁止
ドイツとオーストリアでは「ホロコースト否定」が法律により禁じられているため、ドイツ語版ウィキペディアのホロコースト（de:Holocaust）のノートページ（de:Diskussion:Holocaust）では一番上にこの警告が掲げられ、ホロコースト否認の記載が禁止されている。

## 逮捕記事の記載禁止
ドイツ語版ウィキペディアでは、被疑者が逮捕されてもその報道を即日掲載することは禁じられており、判決が出てから掲載する方針である。ジークフリート・マウザーのドイツ語版の項目はすでに婦女暴行の記載があるが、これは有罪が確定した後である。ハンス＝ユルゲン・フォン・ボーゼは主犯であるにもかかわらず、司法による判決が2016年7月現在決定していないので掲載は見送られたままである。

## 出版
ドイツ語版ウィキペディアを印刷した紙の百科事典がドイツで発売されている。この辞典はベルテルスマン系の大手出版社ヴィッセン・メディア・ファーラク社（Wissen Media Verlag）の子会社である「バーテルスマン・レキシコン・インスティテュート」（Bertelsmann Lexikon Institut）から発売された。値段は1冊19.95ユーロで、厚さは1,000ページあり、5万項目が収められている。ウィキペディアが紙の辞典として出版されるのは世界初の事であった。